# Biserica Sfântul Petru din München

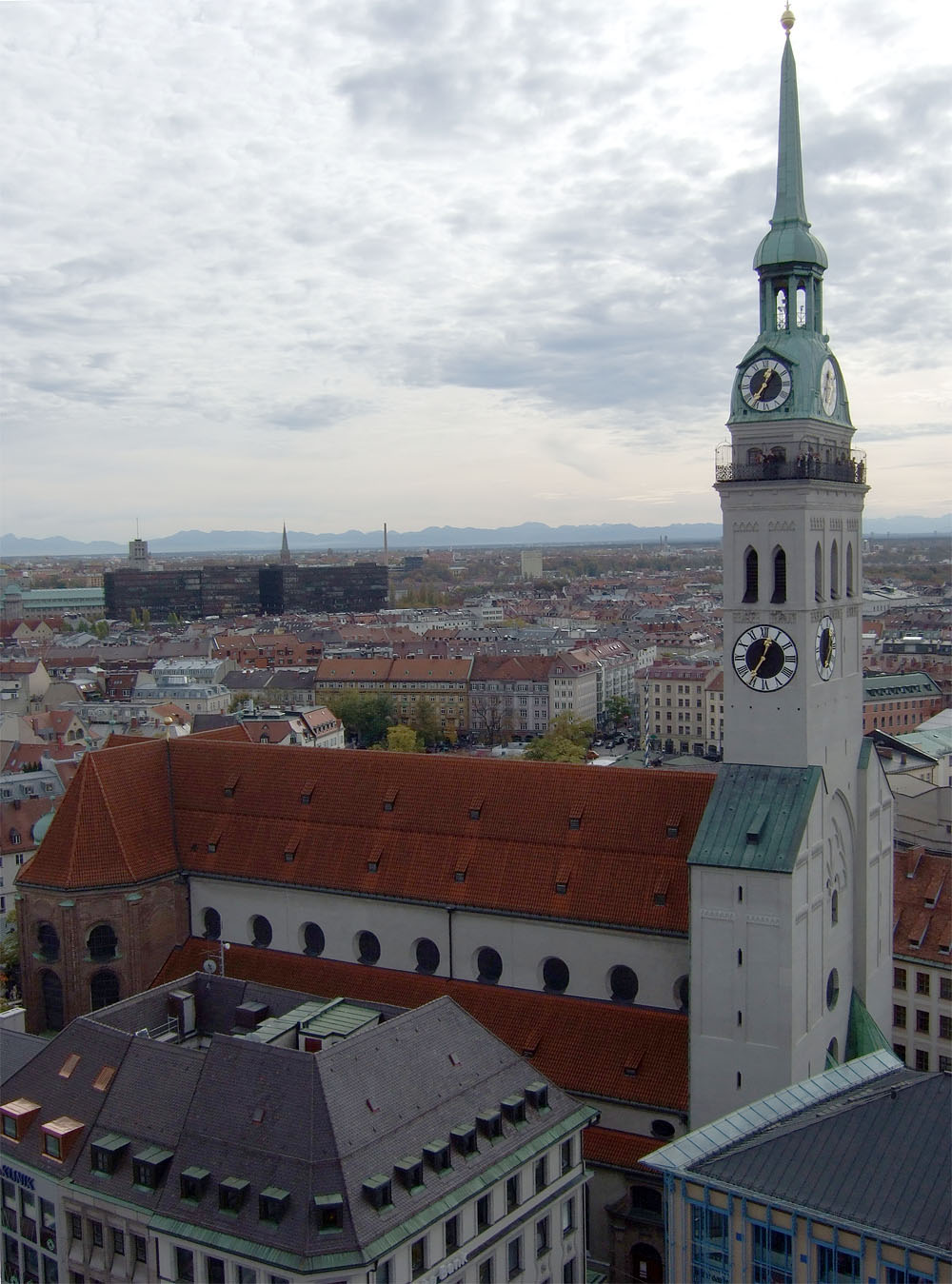
Biserica Sfântul Petru din München văzută din vechea clădire a primăriei

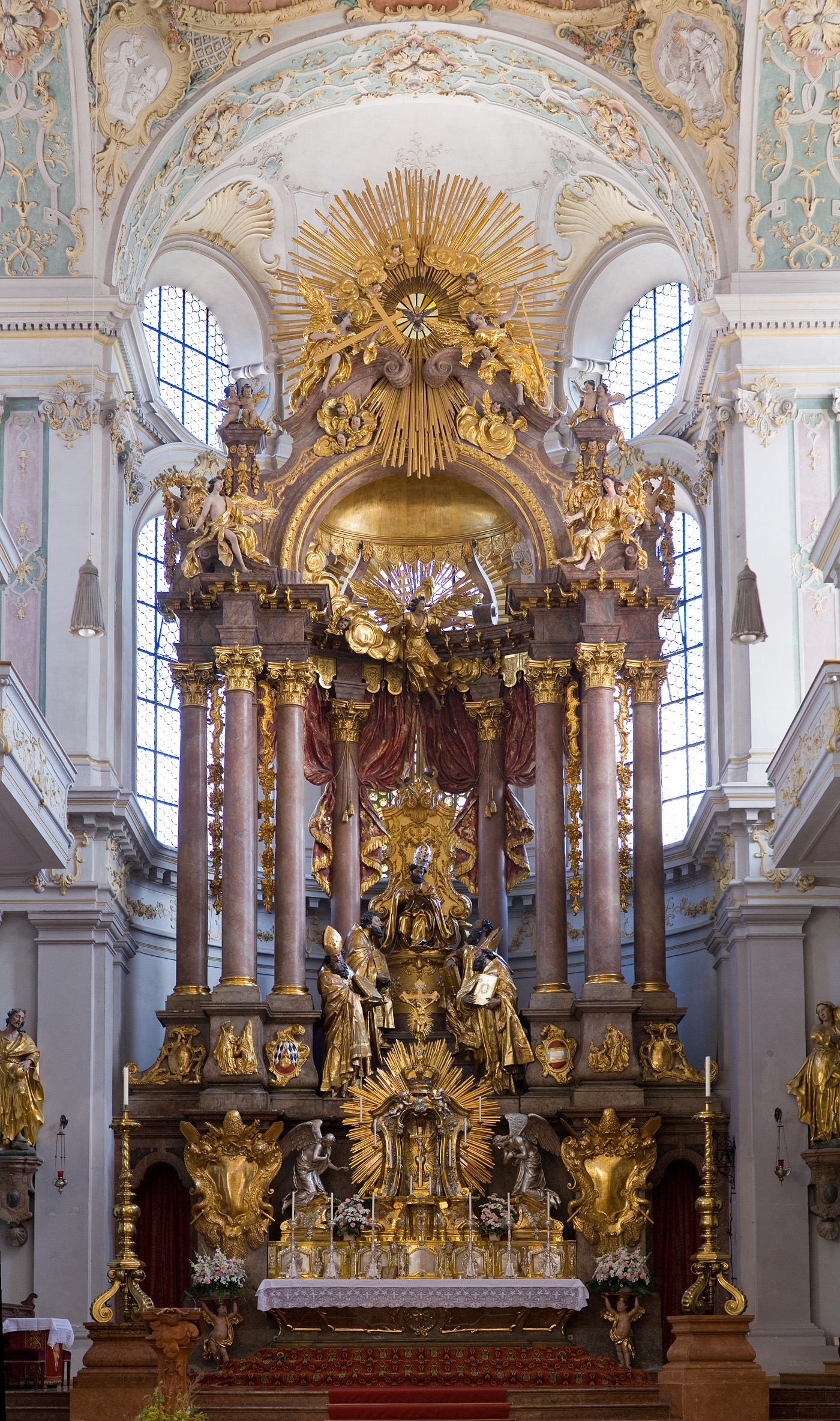
Altarul principal

Biserica Sfântul Petru din München (în germană Pfarrkirche Sankt Peter sau Peterskirche) este o biserică romano-catolică din centrul orașului München, capitala landului Bavaria. Ea este cea mai veche biserică din oraș și depășește prin fleșa turnului său înălțimea tuturor clădirilor din orașul vechi, oferind o panoramă magnifică din vârful turnului clopotniță.

## Istoric
Înainte de fondarea orașului München în 1158, exista pe acest loc o biserică pre-Merovingiană construită în secolele XI-XII. Abatele de la Tegernsee fondase în secolul al VIII-lea o comunitate monastică pe un deal numit Petersbergl. Călugării au construit o primă biserică din lemn, apoi o biserică în stil romanic bavarez cu trei nave și două turnuri și în final biserica actuală care a fost consacrată în 1190 de Othon de Berg, episcopul de Freising. Ea a fost reconstruită după 100 de ani și consacrată în 1294.
Biserica a fost refăcută în stil gotic după marele incendiu din 14 februarie 1327 care a distrus clădirea. Biserica reconstruită a fost resfințită în 1368. Altarul în stil gotic datează din 1368 și cele două turnuri prăbușite pe jumătate au lăsat locul unui turn central în 1386. La începutul secolului al XVII-lea, după Războiul de Treizeci de Ani, altarul a fost reamenajat în stil baroc și s-a montat o fleșă înaltă deasupra turnului-clopotniță, care a mărit înălțimea bisericii la 92 de metri.
Interiorul este dominat de altarul central; statuia Sfântului Petru de pe altar a fost sculptată de Erasmus Grasser. Printre alte capodopere ale acelor perioade se află cinci icoane în stil gotic pictate de Jan Polack; Ignaz Günther este autorul mai multor altare, printre care și cel al Sfântului Sacrament, al statuii Sfântului Carol Boromeu, al monumentelor funerare ale familiei Wachenstein și al contelui Joseph Ignaz von Unertl (1759). Fresca de pe tavan pictată în stil rococo între 1753 și 1756 de Johann Baptist Zimmermann (1753–1756) a fost restaurată în 1999-2000.
Biserica a suferit daune la sfârșitul celui de-al doilea război mondial, iar lucrările de restaurare au durat până în anul 2000.
Biserica parohială Sf. Petru, al cărei turn este cunoscut sub numele de "Alter Peter" - vechiul Peter - și care este emblematic pentru München, este cea mai veche biserică parohială înregistrată în München și probabil punctul de origine al întregului oraș.

## Imagini

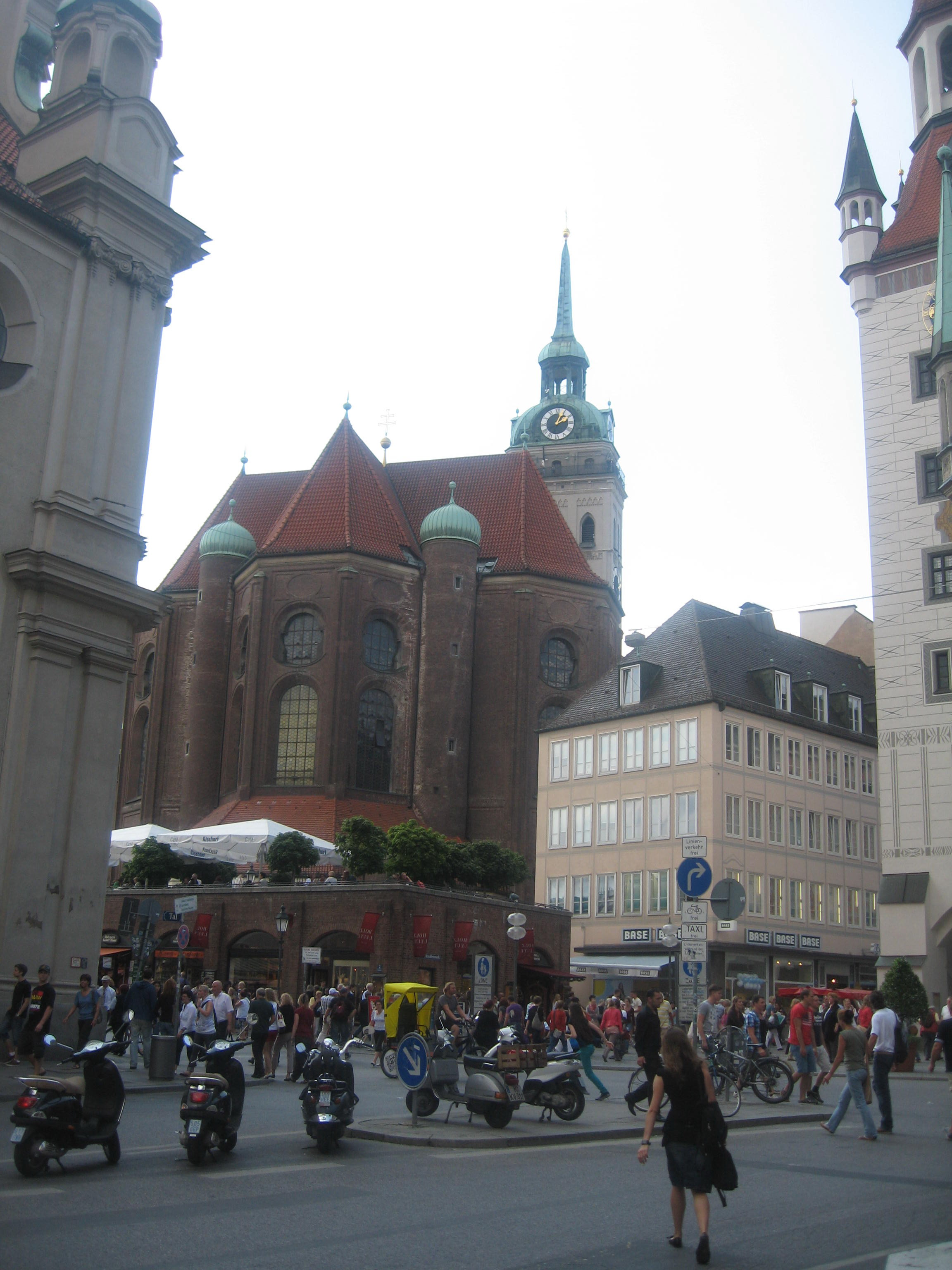
Vedere a bisericii de pe strada Tal
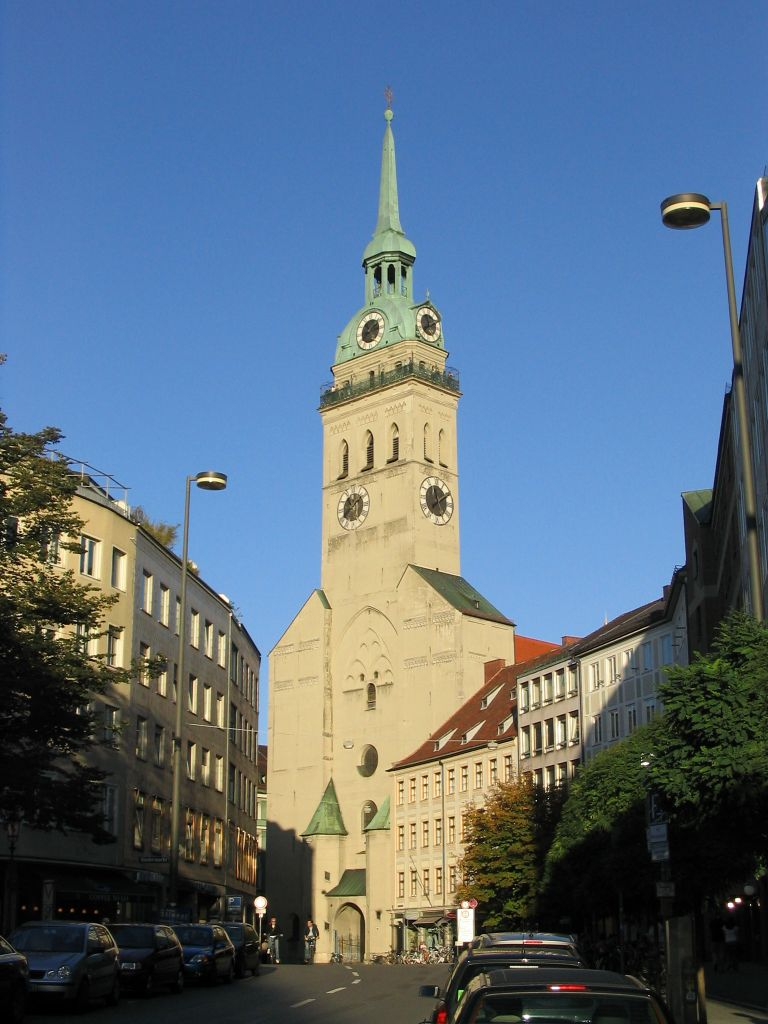
Faţada bisericii
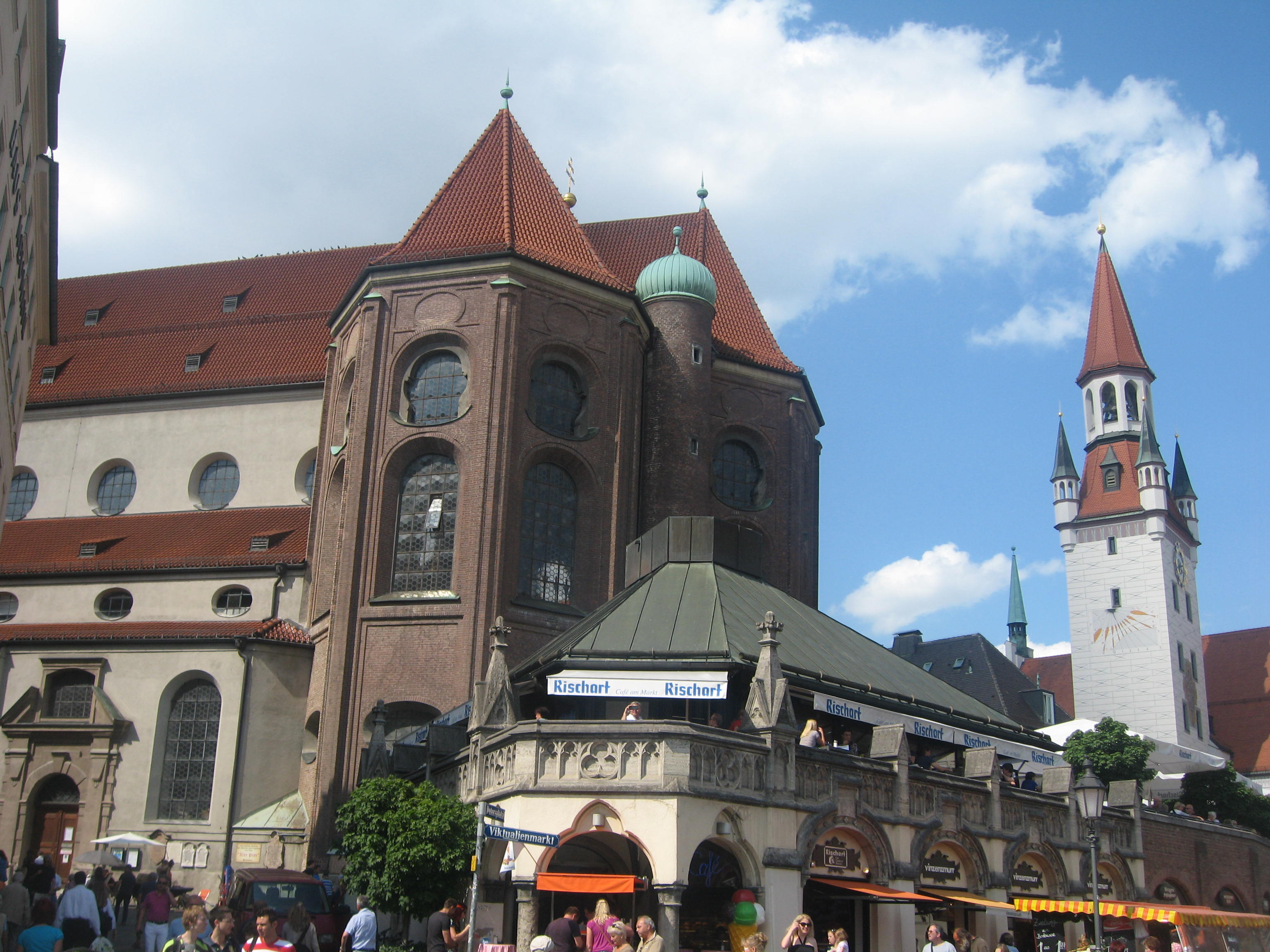
Absida altarului
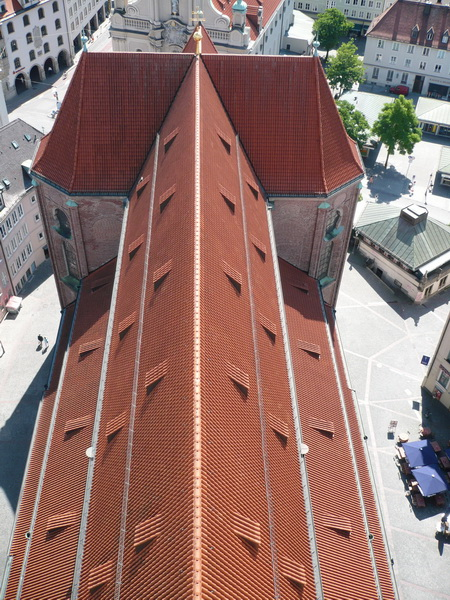
Acoperişul bisericii
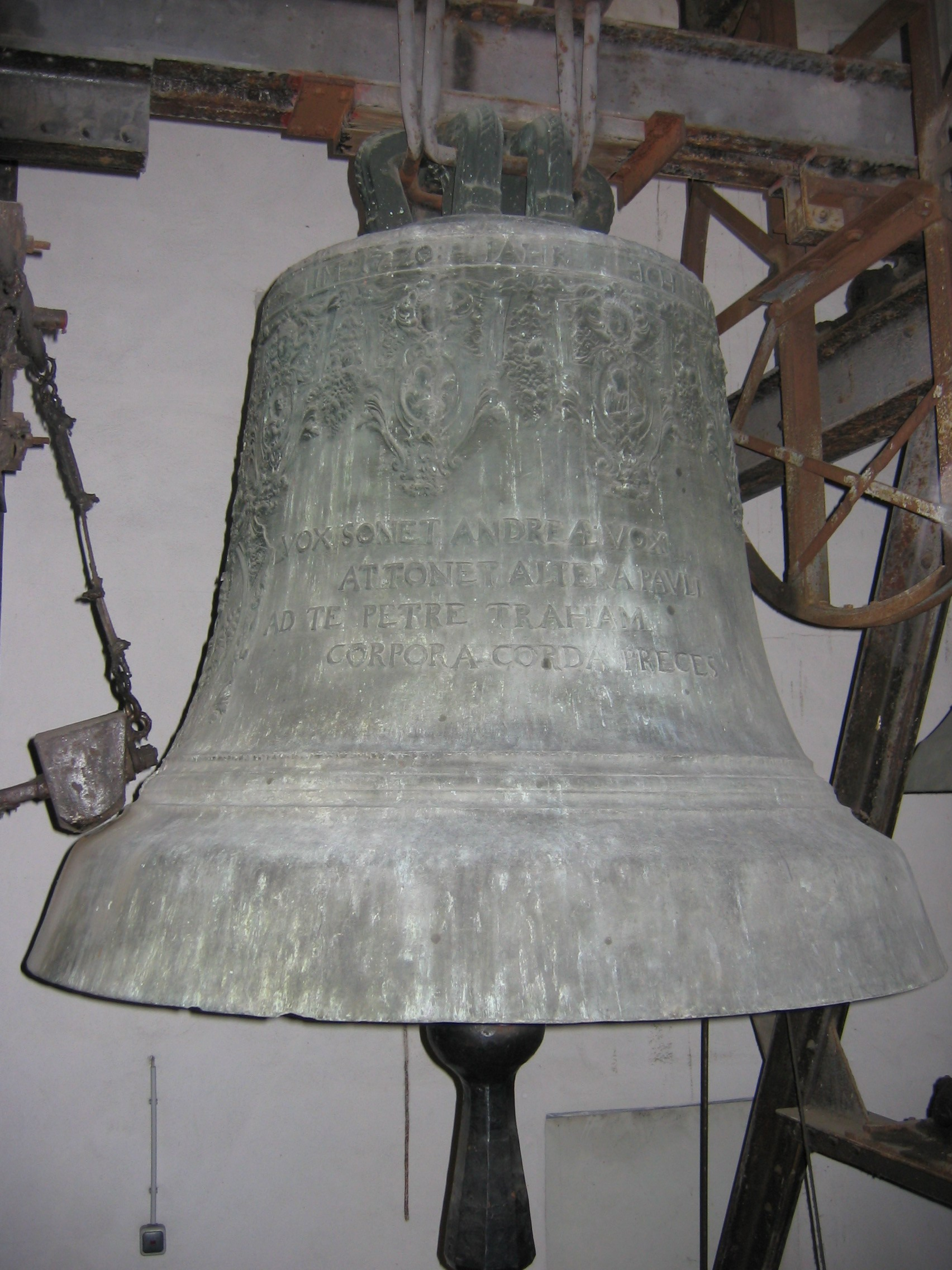
Clopotul bisericii
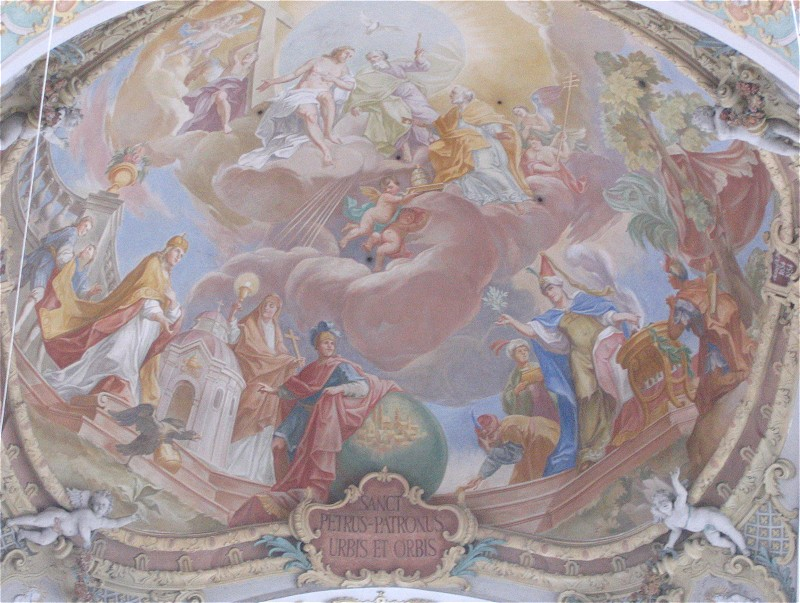
Frescă reprezentându-l pe Sfântul Petru
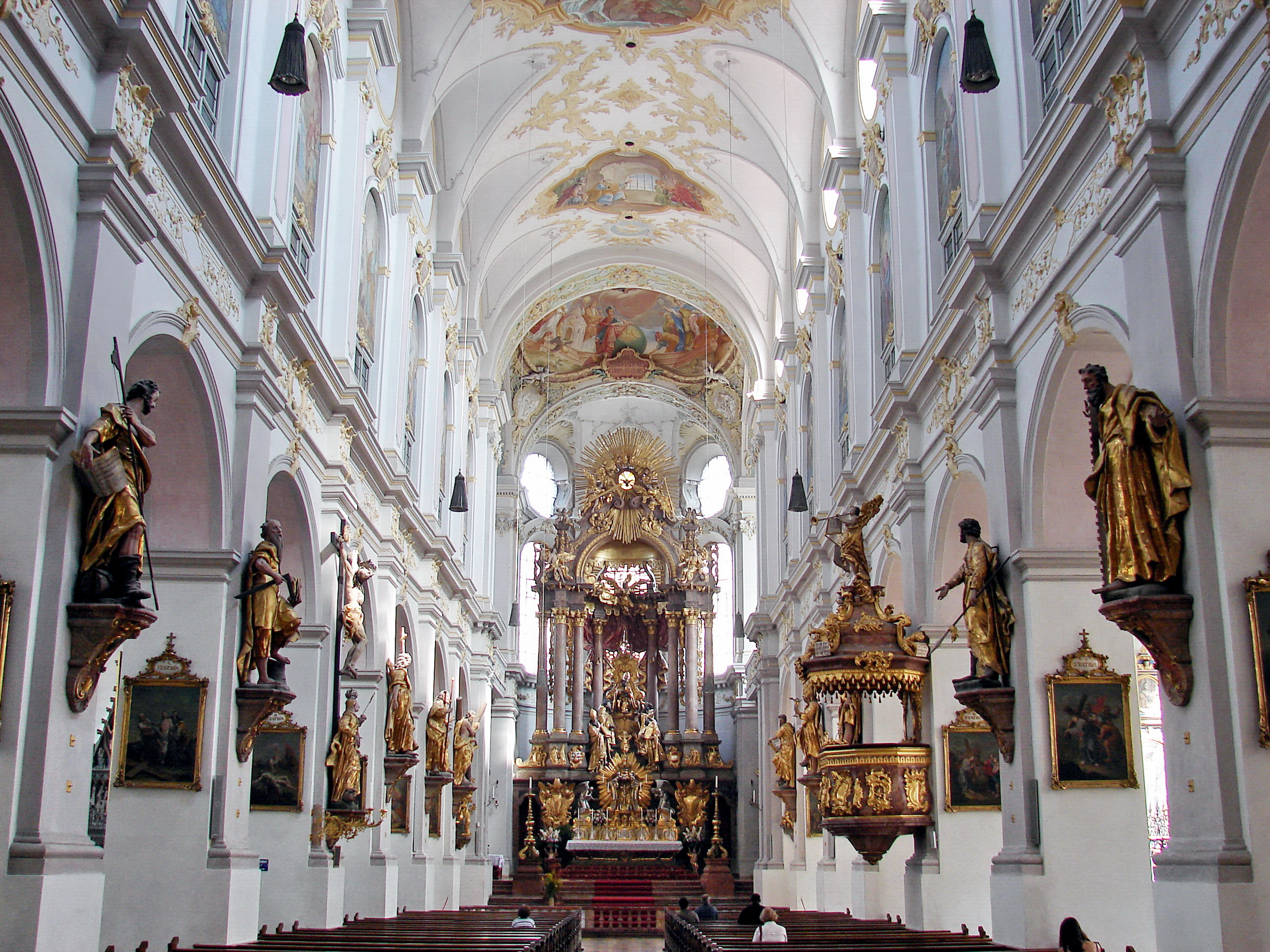
Plafoane pictate de Zimmermann
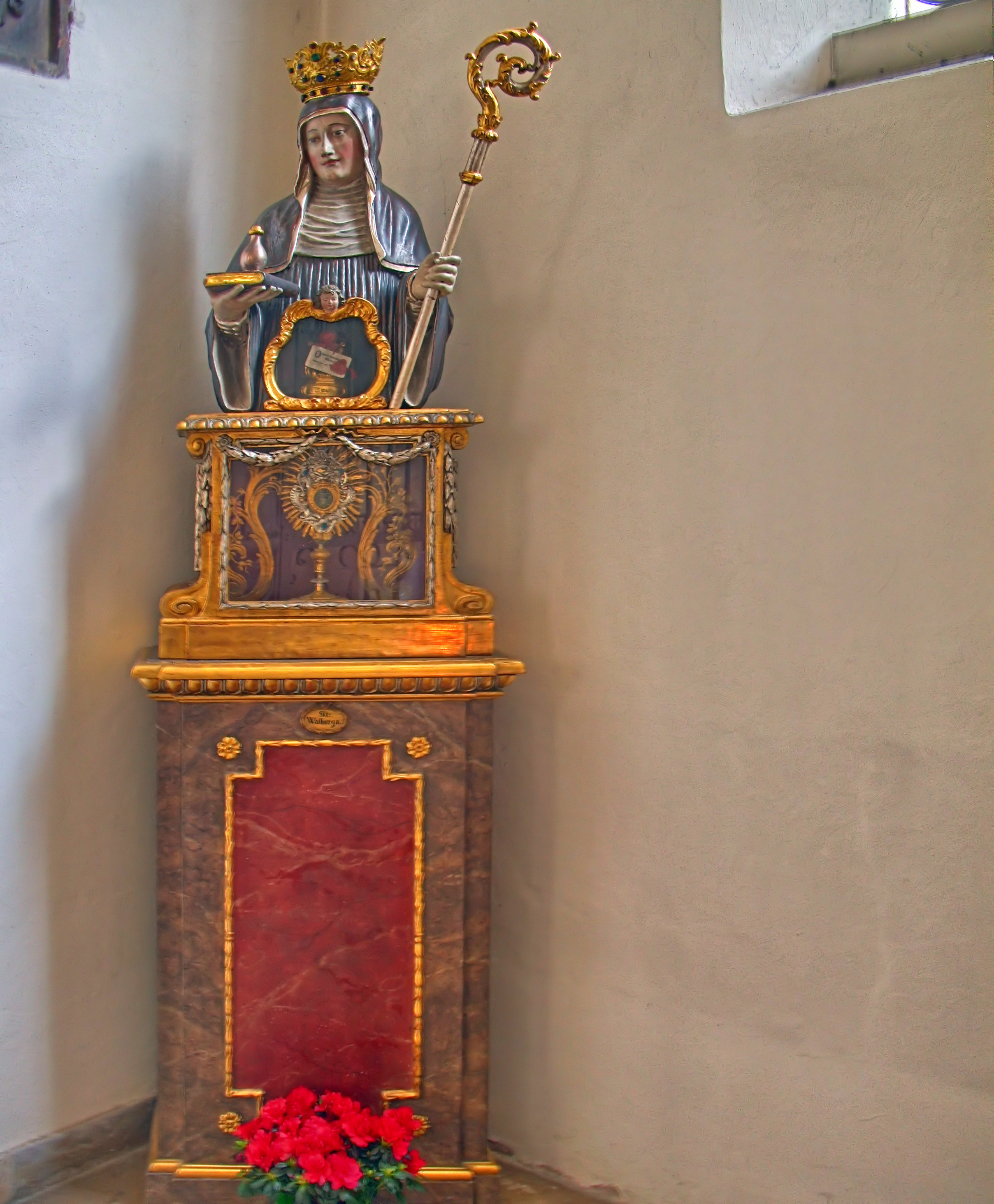
Statuia şi relicvele Sfintei Walburga